# Mistrzostwa świata w sztafecie maratońskiej
Mistrzostwa świata w sztafecie maratońskiej – zawody lekkoatletyczne w biegu ulicznym organizowane co dwa lata od 1992 do 1998 pod egidą International Association of Athletics Federations.
W zawodach startowały reprezentacje narodowe składające się z sześciu zawodników. W sumie do pokonania był dystans tradycyjnego biegu maratońskiego, czyli 42,195 km, a każdy z zawodników biegł albo 5 albo 10 kilometrów. Na ostatniej zmianie sztafety biegacz pokonywał dystans 7,195 m.

## Edycje
| Edycja | Gospodarz |
| ------ | --------- |
| 1992   | Funchal   |
| 1994   | Litochoro |
| 1996   | Kopenhaga |
| 1998   | Manaus    |